# Telchinia speciosa
Telchinia speciosa is een vlinder uit de familie van de Nymphalidae. De wetenschappelijke naam van de soort is voor het eerst voorgesteld door Fritz Ludwig Otto Wichgraf in een publicatie uit 1909.
De soort komt voor in Angola en Zambia.